# Caso de la Organización Militar Trotskista Antisoviética
El Caso de la Organización Militar Trotskista Antisoviética (ruso: "дело троцкистской антисоветской военной организации o дело антисоветской троцкистской военной организации) fue el juicio contra altos mandos del Ejército Rojo, también conocido como el Caso de los Militares (ruso: дело военных) y Caso Tujachevski. A lo largo del juicio se lo denominó la Conspiración Militar-Fascista (ruso:  военно-фашистский заговор), la Organización Militar-Trotskista y el Complot Contrarrevolucionario dentro del Ejército Rojo.

## Descripción
El Caso de los Militares fue un juicio secreto, a diferencia de los Juicios de Moscú. Sin embargo, tradicionalmente se ha considerado del mismo tipo por la categoría de acusados, y englobado entre los juicios claves de la Gran Purga. El mariscal soviético Mijaíl Tujachevski y otros altos oficiales militares: Iona Yakir, Ieronim Uborévich, Robert Eideman, Avgust Kork, Vitovt Putna, Borís Feldman y Vitali Primakov (así como Yan Gamárnik, que se suicidó antes del inicio de la investigación) fueron acusados de una conspiración antisoviética y sentenciados a muerte.
Se los ejecutó la noche entre el 11 y 12 de junio de 1937, inmediatamente después de emitir el veredicto la Sección Especial (специальное судебное присутствие) de la Corte Suprema de la URSS. El tribunal estaba presidido por Vasili Úlrij y formado por los mariscales Vasili Blücher, Semión Budionni y los generales Yákov Álksnis, Borís Sháposhnikov, Iván Belov, Pável Dybenko y Nikolái Kashirin. Solo Budionni y Sháposhinkov sobrevivieron a las purgas siguientes.
El juicio desencadenó masivas purgas en el Ejército Rojo. En septiembre de 1938, el comisario del pueblo para la Defensa, Kliment Voroshílov, informó de que un total de 37 761 oficiales y comisarios habían sido expulsados del Ejército, 10 868 detenidos, y 7 211, condenados por «crímenes antisoviéticos».